# المنيرة الغربية
المنيرة الغربية هي حي من أحياء محافظة الجيزة في مصر، نشأ بقرار رئيس مجلس الوزراء سنة 2023، وذلك بعد تقسيم حى شمال الجيزة إلى نصفين، حي المنيرة الغربية، وحي إمبابة، وحسب إحصاءات سنة 2018، بلغ إجمالي السكان في المنيرة الغربية 359,258 نسمة، منهم 195,962 رجل و163,296 امرأة.

## تقسيم
الحدود الإدارية لحي المنيرة الغربية بنفس حدود قسم المنيرة الغربية وتشمل عدة مناطق منها :- "عزبة المطار كامله - عزبة خيزه كاملة انتهاءا بكوبري الدائري - عزبة الخطيب كامله - يمين الصفطاوي انتهاءا بكوبري الدائري - منطقة الحفرية كاملة - مدينة الأمل - منطقة الشجرة - شارع الأقصر يميناً ويساراً - الامام الغزالي - طريق بشتيل انتهاءا بالدائري - جامع فلفل حتي امتداد الوحده - منطقة المنيرة الغربية"، ويقع مقر الحي موقتاً في مبني حي شمال سابقاً (حي امبابه حالياً) بجوار قسم شرطة المنيرة الغربية .